# Kebrengan
Kebrengan is een bestuurslaag in het regentschap Wonosobo van de provincie Midden-Java, Indonesië. Kebrengan telt 1428 inwoners (volkstelling 2010).